# Reinos clientes de Roma en Britania

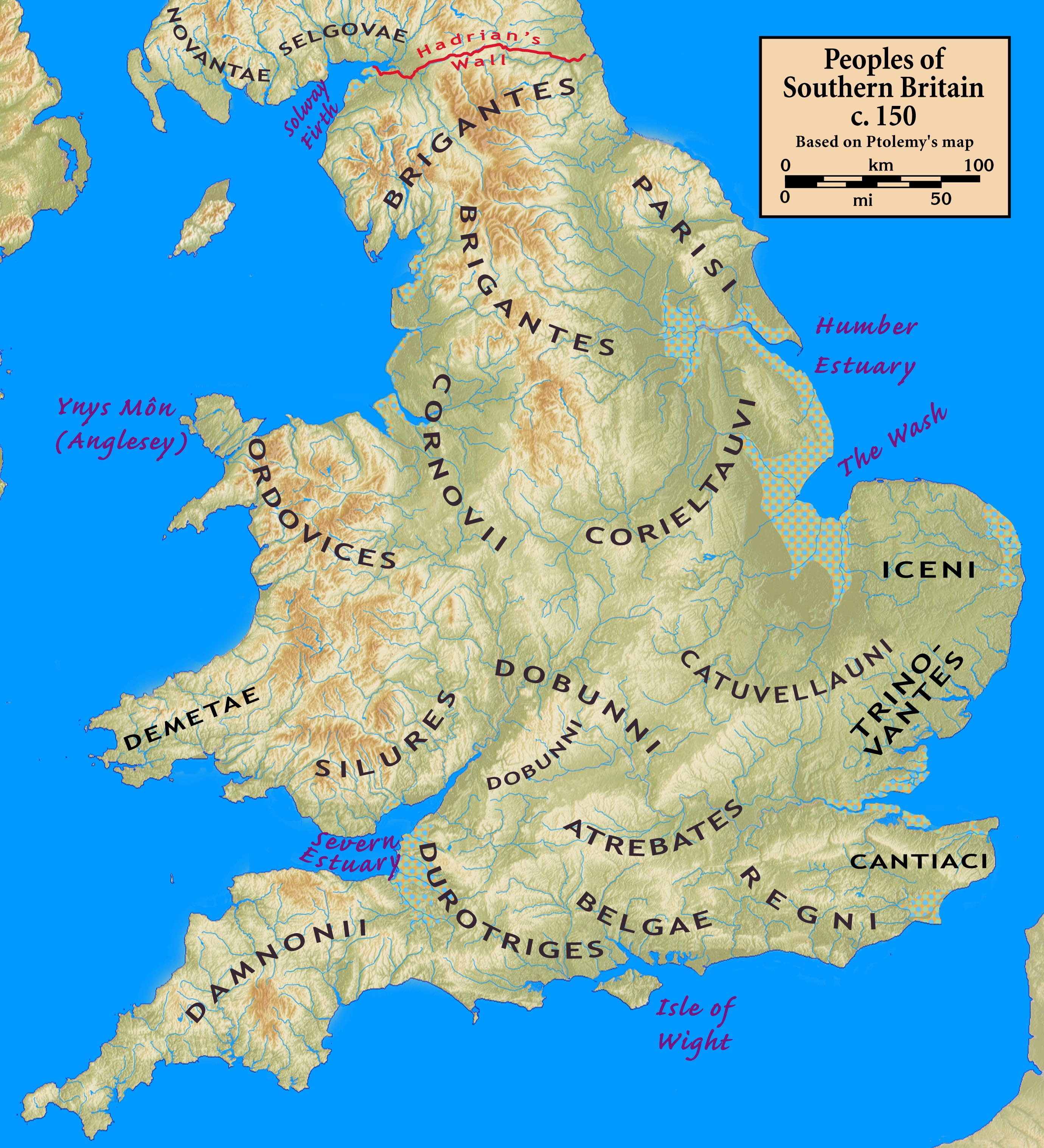
Map of Roman Britain and the client kingdom territories in 150 DC (en inglés).

Los Reinos cliente de Roma en Gran Bretaña fueron tribus nativas que decidieron alinearse con el Imperio Romano, ya que lo consideraban una mejor opción para su supervivencia o para la protección frente a otras tribus hostiles. Alternativamente, los romanos crearon algunos reinos clientes cuando consideraban que era interesante influir sin controlar directamente. Estos reinos clientes eran gobernados por reyes clientes. En latín, estos reyes eran mencionados como rex sociusque et amicus, "rey y aliado y amigo." Las relaciones entre estos reinos y Roma variaba según las circunstancias particulares de cada caso.
El primer caso conocido fue la reentronización, por parte de César, de Mandubracio como rey de los Trinovantes, que había sido destronado por Casivelono y que luego ayudaría a César durante su segunda invasión en el 54 a. C. El sistema se desarrolló en los siguientes cien años, en particular durante el imperio de Augusto, de modo que en el momento de la Conquista romana en 43 ya existían varios reinos clientes en el sur de gran Bretaña. Estos reinos eran anexados cuando Roma necesitaba reafirmar su poder en Gran Bretaña o cuando los reyes clientes ya no podían controlar los reinos y las áreas circundantes.
Esto también se debieron en parte a la expansión de los Catuvellaunos de Cunobelino en el sureste, y en parte como resultado de la propia invasión, e incluía a Cogidubno de los Regnenses, Prasutago de losa Icenos y Cartimandua de los Brigantes y, probablemente, Boduocus de los Dobunni. Los antecesores de los Regnenses, los Atrebates, habían sido, tanto en la Galia como en Britania, reinos clientes de Roma desde la primera invasión de César en el 55 a. C. En el norte de Gran Bretaña, las continuas luchas fronterizas a lo largo de los muros llevaron a la creación de estados tapón, como los Votadini en Northumberland.

## Invasiones de Britania y Establecimiento de Reinos Clientes
Julio César invadió Gran Bretaña en el 55 a. C. y 54 a. C. Su invasión inicial no tuvo éxito, y las tribus celtas de Gran Bretaña opusieron más resistencia de la esperada. En el 54 a. C. la invasión fue considerada un éxito, pero a ojos de César la conquista no resultó provechosa y abandonó la isla sin dejar guarnición alguna.
Los Reinos cliente se establecieron inicialmente como apoyos al ejército romano con Claudio, pero fueron reestructurados para lograr estatus de poder de un imperio unificado. Cada reino tenía sus propios sistemas para operar dentro del modelo romano, especialmente en asuntos comerciales y militares y crearon una identidad nacional alineada con los valores romanos.
Hay evidencia de rebeliones contra el imperio entre reinos clientes como los Catuvellaunos y los Icenos. Las relaciones entre los diferentes reinos clientes y las tribus celtas de la zona evolucionaban en función del baile de lealtades entre las poblaciones indígenas y los invasores romanos. Las cambiantes relaciones políticas con el imperio romano y la conquista de Gran Bretaña llevaron a conflictos entre tribus como los Atrebates y los Catuvellaunos en el año 40. También se registraron conflictos entre Brigantes y Catuvellaunos en el año 50.

## Reinos de Clientes

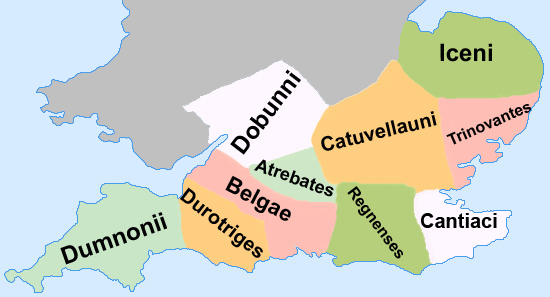
Mapa del territorio de los Reinos Clientes en el sur de la Bretaña romana

### Reinos cliente del Sur de Gran Bretaña

#### Trinovantes y Catuvellauni
Estado del cliente: 54 a.C.-39 CE
Ubicación: tierras en el sureste de Inglaterra
En el año 54 a. C., Julio César instaló a Mandubracio, jefe de los Trinovantes como rey cliente y estableció a los Catuvellaunos como estado tributario de Roma. La centralización de los reinos clientes en el sur de Gran Bretaña hizo que se constituyera una especia de sociedad británica única gobernada por los Catuvellaunos. La evidencia numismática sugiere que desde el año 10, ambas áreas fueron gobernadas por Cunobelinus hasta el 39-40 d. C. cuando las facciones anti-romanas lideradas por Carataco se hicieron con el poder. En el año 40, Carataco derrocó a Verica, rey de los Atrebates y conocido aliado del emperador Claudio. Carataco encabezó a las fuerzas anti-Romanas contra la invasión Romana del año 43. La siguiente revuelta se produjo cuando en el año 50 Carataco dirigió sus fuerzas contra el gobernador Publio Ostorio Escápula con tribus de Gales. Carataco fue derrotado y buscó refugio entre los Brigantes, siendo finalmente traicionado por Cartimandua en el año 51. Después de la derrota de Carataco, las tierras pertenecientes a los Catuvellaunos fueron anexionadas,  Verulamio recibió el estatuto de municipum en 50, y se reconoció a sus colonos un cierto grado de ciudadanía.

#### Atrebates, posteriormente Regni o Regnenses
Estado del cliente: 55 a.C.-70 d.C.
Ubicación: Más o menos actual Hampshire y West Sussex (capitales ahora Silchester y Chichester)
Los Atrebates belgas estaban gobernados por un rey cliente semiindependiente, Comio, en la Galia cuando César abandonó Britania después de su primera invasión. Cuando Comio comenzó a conspirar contra Roma, se vio obligado a huir a Gran Bretaña en el 54 a. C., donde se proclamó rey de su pueblo y gobernó hasta aproximadamente el año 20 a. C. Comio fue sucedido por tres de sus hijos. Primero, Tincomaro, del 25/20 a. C. al 7/8 d. C.. Mantuvo mejores relaciones con Roma que su padre, y según la numismática se llamó a sí mismo rex, lo que implica el estatus de cliente real bajo el Imperio. Fue expulsado en 7/8 d. C., buscando refugio con los Romanos.
Después de Tincomaro, Augusto reconoció como siguiente rey a su hermano, Epilo. Tras gobernar conjuntamente con Tincomaro, aparentemente se convirtió en gobernante único hacia el 7 d. C., y pudo haber expulsado a su hermano.
Epilo fue sucedido por otro de los hijos de Comio, Verica, que reinó desde Silchester. Durante su gobierno, los Atrebates tuvieron que soportar la presión de los Catuvellaunos desde el este. En torno al año 10 , Verica fue destronado por el hermano de Cunobelino, Epaticcus. Verica no recuperaría el control hasta el año 37. Carataco, de los Catuvellaunos, conquistó el reino y Verica fue expulsado de Gran Bretaña en torno al año 40. Como aliado romano, se ha argumentado que cuando Verica buscó refugio en Roma, ayudó a convencer a Claudio de invadir Gran Bretaña.
Tras la conquista romana, Cogidubno, que en algún momento recibió los nombres romanos Tiberio Claudio, gobernó las tierras de los Atrebates y los Regni, adpotando este último como el nuevo nombre para todas las personas que vivían en las regiones.

#### Icenos
Estado cliente: c. 47-60
Ubicación: Más o menos moderno Norfolk
La tribu de los Icenos habitaba la región sureste de Gran Bretaña. Los Icenos ya disponían de un sistema monetario propio antes de la invasión romana, y estas monedas proporcionan el nombre de un rey llamado Antedios que ocupó el poder durante la invasión romana de Claudio en el año 43. Cuando el reino se rebeló en el año 47 después de que se les intentara desarmar, parece ser que Antedios fue expulsado del poder y sustituido por Prasutago con el apoyo de Roma.
A su muerte en el año 60, Prasutago quiso repartir el poder entre sus hijas y el emperador. Esto iba en contra de la ley romana que dictaba que la tierra de los Icenos sería anexionada al emperador, Nerón. Los romanos tomaron el control y violaron a la esposa de Prasutago, Boudica y sus hijas. Estas acciones encendieron una revuelta de larga duración a la que se unieron reinos clientes, como los Icenos y Trinovantes. Esta revuelta provocó la destrucción de los municipia de Colchester, Londinium y Verulamium, que fueron reconstruidos rápidamente tras la supresión de la rebelión. La historia de Boudica termina de manera incierta, ya que hay versiones contradictorias sobre su muerte. El territorio una vez gobernado por Boudica y Prasutago fue considerado parte de la provincia romana después de la derrota de Boudica.

### Reinos Cliente del Norte de Gran Bretaña

Mapa de los territorios de los Brigantes

#### Brigantes
Artículo Principal: Brigantes
Estado del cliente: c. 46
Ubicación: Montes Peninos en South Yorkshire hasta el norte del Tyne.
Los Brigantes recibieron el estatus de clientes, pero no fueron considerados una tribu celta conquistada, pese a aceptar a los romanos como el poder gobernante. Entre sus reyes más destacados estarían el rey Venutius y la Reina Cartamandua, una líder femenina con poder, lo que era un concepto nuevo para los invasores romanos. Cartimandua es conocida por su traición a Carataco tras la rebelión del año 51, al entregarle a los romanos. Esta acción causó enfrentamientos en el territorio Brigante, ya que la población se dividió entre los que apoyaban a  Cartimandua y los romanos y los que apoyaban a su esposo Venucio y la rebelión británica.
Venucio se hizo finalmente con el poder entre los Brigantes y encabezó la revuelta contra Roma y su esposa Cartimandua, consiguiendo que Cartimandua fuera desterrada por su traición al rebelde Carataco. Esta rebelión fue derrotada en una fecha desconocida.
A lo largo del siguiente siglo, las relaciones con los Brigantes cambiaron en numerosas ocasiones. Finalmente, la guerra estalló durante la conquista de Cneo Julio Agrícola, que gobernó la Britania romana entre los años 78 y 85. Los problemas con los Brigantes continuó en el siglo II como la construcción de los Muros de Adriano y Antonino.

#### Votadini
Estado del cliente: c. 140s-c. 410
Ubicación: Sureste de Escocia y noreste de Inglaterra, incluyendo Northumberland
Los Votadini eran una tribu Britana que vivieron bajo el gobierno directo de Roma entre Muro de Adriano y el Muro de Antonino entre 138 y 162. Cuando los romanos se retiraron detrás de la muralla de Adriano en 164 DC, dejaron a los Votadini como un reino cliente que pudiera frenar el empuje de los Pictos en el norte. Mantuvieron este estatus hasta que los romanos se retiraron de Britania en el año 410. A través de una serie de cambios lingüísticos, los Votadini llegó a ser conocidos Gododdin y consiguieron sobrevivir como reino independiente hasta su conquista por los Anglos en torno al año 600.